# چرنیگوفکا (شهرستان آرخارینسکی، استان آمور)
چرنیگوفکا (به لاتین: Chernigovka) یک منطقهٔ مسکونی در روسیه است که در استان آمور واقع شده‌است.